# Oberleitungsbus Belgrad
Der Oberleitungsbus Belgrad ist das Oberleitungsbus-System der serbischen Hauptstadt Belgrad. Es ist das einzige des Landes und wird vom kommunalen Verkehrsunternehmen Gradsko saobraćajno preduzeće Beograd (GSP Beograd) betrieben. Das Netz ging am 22. Juni 1947 als – nach Split – zweiter Oberleitungsbusbetrieb der Sozialistischen Föderativen Republik Jugoslawien in Betrieb und ergänzt seither die 1882 eröffnete Straßenbahn Belgrad beziehungsweise den 1925 aufgenommenen Autobusverkehr. Die kumulierte Linienlänge beträgt 58,1 Kilometer, es befinden sich rund 130 Oberleitungsbusse im Bestand.

## Netz
Das Belgrader Obusnetz besteht heute aus folgenden sieben Linien:
| Linie | Art              | Strecke                                           | Haltestellen                       |
| ----- | ---------------- | ------------------------------------------------- | ---------------------------------- |
| 19    | Radiallinie      | Studentski trg – Trg Slavija – Konjarnik          | 14                                 |
| 21    | Radiallinie      | Studentski trg – Trg Slavija – Učiteljsko naselje | 16                                 |
| 22    | Radiallinie      | Studentski trg – Trg Slavija – Kruševačka         | stadtauswärts 17, stadteinwärts 15 |
| 28    | Radiallinie      | Studentski trg – Zvezdara                         | 11                                 |
| 29    | Radiallinie      | Studentski trg – Trg Slavija – Medaković 3        | 14                                 |
| 40    | Durchmesserlinie | Zvezdara – Trg Slavija – Banjica 2                | 13                                 |
| 41    | Radiallinie      | Studentski trg – Trg Slavija – Banjica 2          | 13                                 |

Die kurze Verstärkerlinie 22L, sie pendelte in der Innenstadt zwischen dem Studentski trg und dem Trg Slavija und bediente sieben Haltestellen, wird heute nicht mehr angeboten.

## Fahrzeuge
Die Belgrader Trolleybusse sind im Depot Dorćol im gleichnamigen Viertel in der nördlichen Innenstadt beheimatet.
Im Laufe der Jahre wurden folgende Wagen beschafft, die aktuell eingesetzten Fahrzeuggenerationen sind grau hinterlegt:
|              | Nummern                                                                                            | Stück | Hersteller                      | Typ                     | Lieferung | niederflurig | Bemerkungen                                                                                           |
| ------------ | -------------------------------------------------------------------------------------------------- | ----- | ------------------------------- | ----------------------- | --------- | ------------ | --- |
|              | 1–31                                                                                               | 031   | Fiat                            | 668F                    | 1947      | nein         | |
|              | 32–43                                                                                              | 012   | Alfa Romeo                      | 140 AF                  | 1949      | nein         | |
| FAP-ES       | 44–152                                                                                             | 109   | Alfa Romeo / Goša               | Goša I Goša II FAPES 63 | 1956–1965 | nein         | |
| ZiU-682      | 1–152 (Zweitbesetzung)                                                                             | 152   | ZiU (bis 1996) Trolsa (ab 1996) | 682                     | 1979–2000 | nein         | bis auf Wagen 141, 147, 149 und 150 alle ausgemustert                                                 |
|              | 6 (Drittbesetzung)                                                                                 | 01    | Trolsa                          | 5275 „Optima“           | 2003      | nein         | 2011 ausgemustert                                                                                     |
|              | 7 (Drittbesetzung)                                                                                 | 01    | ?                               | VMZ-375                 | ?         | nein         | |
|              | 53, 57, 59 (Drittbesetzung)                                                                        | 03    | Gräf & Stift / Kiepe            | GE 112 M 16             | 2003–2004 | nein         | Gelenkwagen, ehemals Oberleitungsbus Salzburg 187, 186 und 188, Baujahre 1987–1988, 2010 ausgemustert |
|              | 55–56 (Drittbesetzung)                                                                             | 02    | Graf & Stift / Kiepe            | OE 112 M 11             | 2003      | nein         | ehemals Oberleitungsbus Kapfenberg 15 und 16, Baujahre 1986–1987                                      |
|              | 66–69, 72, 74–75, 78–82, 85–87, 89–92, 96, 98–99, 102, 106, 108–109, 111, 113–115 (Drittbesetzung) | 030   | ZiU                             | 682                     | 2005      | nein         | ehemals Oberleitungsbus Athen/Piräus Serie 5001–5100, Baujahre 1989–1991                              |
|              | 76–77 (Drittbesetzung)                                                                             | 02    | Trolsa                          | 682                     | 1999      | nein         | zwecks Embargoumgehung über Sofia importiert, 2011 ausgemustert                                       |
|              | 118–122, 125–129 (Drittbesetzung)                                                                  | 010   | Belkommunmasch                  | 201                     | 2002      | nein         | Wagen 129 2011 ausgemustert                                                                           |
| Trolsa 62052 | 153–164                                                                                            | 012   | Trolsa                          | 62052                   | 2003–2004 | nein         | Gelenkwagen                                                                                           |
|              | 165–176                                                                                            | 012   | Belkommunmasch                  | 333                     | 2004      | ja           | Gelenkwagen                                                                                           |
|              | 177–186, 2001–2083                                                                                 | 093   | Belkommunmasch                  | 321                     | 2005–2010 | ja           | |

Analog zu den neu beschafften Wagen 2001–2083 erhielten auch alle Altfahrzeuge im Jahr 2014 eine vierstellige Wagennummer. Vor die bisherige dreistellige Nummer wurde jeweils die Ziffer 2 gestellt.